# Terrats
Terrats – miejscowość i gmina we Francji, w regionie Oksytania, w departamencie Pireneje Wschodnie.
Według danych na rok 1990 gminę zamieszkiwało 520 osób, a gęstość zaludnienia wynosiła 71 osób/km² (wśród 1545 gmin Langwedocji-Roussillon Terrats plasuje się na 507. miejscu pod względem liczby ludności, natomiast pod względem powierzchni na miejscu 887.).